# Jaguar Mark VII

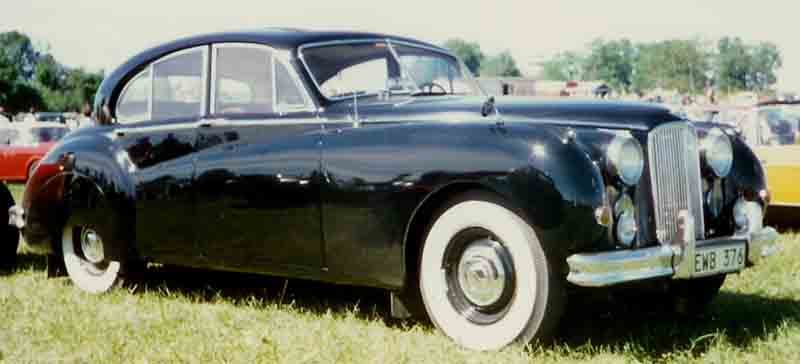
Jaguar Mark VII M 1955

Jaguar Mark VII byl luxusní automobil vyráběný britskou automobilkou Jaguar Cars od roku 1950 do roku 1954. Jeho předchůdcem byl model Mark V, nástupcem pak od roku 1956 model Mark VIII.
Mark VII se poprvé představil v říjnu 1950 na londýnském autosalonu Motor Show. Nahradil stárnoucí model Mark V, mimo jiné společně se sportovním Jaguarem XK 120 první poválečný model značky v pozici luxusního výkonného sedanu. Označení Mark VI nebylo použito, jelikož toto jméno již používala automobilka Bentley. I když se svým předchůdcem sdílel mnohá konstrukční řešení, vzhledem a především jízdními výkony se od něj velmi odlišoval. Vůz byl na evropské poměry nezvykle velký, s délkou bezmála 5 metrů a rozvorem 3 048 mm byl zaměřen také na americký trh. Prvky předválečného designu již zcela vymizely. Oblá majestátní pětimístná karoserie nyní zabírala plnou šíři vozu, přední světlomety byly plně zapuštěny do předních blatníků, zmizely boční stupátka a zadní kola byla zakryta kamašovými kryty. Oproti starším modelům značky nebyla na masce chladiče umístěna stylizovaná soška jaguára, tu nahradila z kapoty vybíhající hlava šelmy s dvěma rozevřenými křídli.
Na úspěch modelu Mark VII se velkou měrou podílel výkonný řadový šestiválec XK o objemu 3 442 cm3, známý ze sportovního modelu XK 120. Poskytoval výkon 160 koní (119 kW) při 5 200 ot/min, díky němuž se téměř 1,7 tuny těžký vůz dokázal rozjet až na rychlost 161 km/h (100 mph). Na 100 km/h se vůz dostal zhruba za 14 sekund, což z něj i se svými mohutnými proporcemi dělalo svižný vůz. Společně s prostorným a luxusním interiérem, kvalitnímu dílenskému zpracováním, dobrými jízdními vlastnostmi a také tradičně nižší ceně oproti konkurenci se vůz dočkal úspěchu doma v Británii i na důležitém trhu ve Spojených státech. Mark VII zdědil po svém předchůdci přední nezávisle zavěšená kola i zadní tuhou nápravu s listovými pery. Na všech kolech měl vůz hydraulické bubnové brzdy nyní i s nezbytným posilovačem. Nevyhovující dvoustupňovou automatickou převodovku nahradila v roce 1953 moderní třístupňová převodovka Borg Warner. Britští zájemci si na ni museli ovšem počkat další jeden rok. Zájem o model Mark VII byl tak velký, že výrobní kapacity automobilky již nestačily uspokojovat všechnu poptávku. Nové výrobní prostory se našly v Browns Lane na předměstí Coventry. Produkce modelu nebyla přerušena ani během stěhování do nových prostor, které bylo ukončeno spuštěním nové lakovny v roce 1952. Do příchodu modelu Mark VII M v roce 1954 se vyrobilo celkem 20 937 vozů.
Jaguar Mark VII M se představil na londýnském autosalonu v roce 1954 společně se sportovním modelem XK 140, s nímž sdílel silnější verzi šestiválcového motoru XK. Ten nyní nabízel výkon 190 koní (141 kW). Max. rychlost vozu tak těsně atakovala hranici 170 km/h. Mezi nejslavnější vlastníky modelu Mark VII M patřila bezpochyby královna Alžběta II. Tento konkrétní vůz dostal tmavě červenou barvu, automatickou převodovku a figurku lva na masce chladiče. V roce 1974 byl vůz vrácen automobilce, která jej uložila do firemního muzea. Do roku 1956 se vyrobilo celkem 10 060 exemplářů modelu Mark VII, na jehož konci se podílela také Suezská krize, která zvýšila cenu ropy a požár, jenž postihl automobilku na začátku roku 1957.
Modely Mark VII a Mark VII M se proslavily také na závodní dráze. V kategorii sériových cestovních vozů pořádaných na okruhu Silverstone získal Model Mark VII cenná vítězství především s pilotem Stirlingem Mossem. Tím největším úspěchem bylo vítězství posádky Digger/Johnstone/Adams na Rallye Monte Carlo v roce 1956. Značka Jaguar se tak stala prvním výrobcem automobilů, která dokázala získat vítězství v Monte Carlu i v 24hodinovém závodě Le Mans ve stejném roce.